# Кирхдорф (Халертау)
Кирхдорф (њем. Kirchdorf) општина је у њемачкој савезној држави Баварска. Једно је од 24 општинска средишта округа Келхајм. Према процјени из 2010. у општини је живјело 889 становника. Посједује регионалну шифру (AGS) 9273139.

## Географски и демографски подаци
Кирхдорф се налази у савезној држави Баварска у округу Келхајм. Општина се налази на надморској висини од 412 метара. Површина општине износи 16,5 km². У самом мјесту је, према процјени из 2010. године, живјело 889 становника. Просјечна густина становништва износи 54 становника/km².